# Ряполовский, Пётр Семёнович Лобан
Князь Пётр Семёнович Лобан (Хрипунов) Ряполовский (ум. 1524) — воевода, наместник и боярин на службе у великих князей московских Ивана III и Василия III.
Из рода удельных князей Ряполовских, отделившихся от князей Стародубских, владеющих Стародубом на Клязьме. Младший сын князя Семёна Ивановича Ряполовского по прозванию Хрипун. Имел братьев, князей: Фёдора Большого, Фёдора Меньшого и Василия Мниха.

## Биография

### Служба у Ивана III
В 1492 году с активизацией Русско-литовской войны участвовал в походе в Новгород-Северскую землю, как второй воевода в полку левой руки.
В 1499 году участвовал в походе под Казань для поддержки московского ставленника царя Абдул-Латифа, на которого шёл Шибанский царевич из Сибирского ханства Агалак. До столкновения с Агалаком дело тогда не дошло и когда Агалак ушел назад, в Казани были оставлены для защиты интересов Абдул-Латифа князья Василий Васильевич Шуйский и Ряполовский.
В 1500 году три недели под Казанью стояли ногайские мурзы и хан Ямгурчи, находившиеся в Казани воеводы Михаил Фёдорович Карамыш князь Курбский и князь Ряполовский, отразили осаду города ногайцами. В феврале этого же года участвовал в свадьбе князя Василия Даниловича Холмского с дочерью Иоанна III — княжной Софией Ивановной, двадцать первый в свадебном поезде.
Осенью 1501 года второй воевода Передового полка, ходил из Новгорода «воевати немецкие земли».
В 1502 году при походе в Стародуб и Великое княжество литовское, князь Ряполовский назначен первым воеводой передового полка в походе к Мстиславлю. После победы над князем Ижеславским, под Мстиславлем, в Стародубе были оставлены князья Воротынский и Ряполовский. В этом же году упомянут вторым воеводой в походе из Новгорода к Пскову.
В 1503 году князь Ряполовский был вторым воеводой в передовом полку в походе из Новгорода на Лифляндию.

#### Служба у Василия III
В 1506 году участвовал первым воеводой, сперва береговой, а потом судовой рати Передового полка в походе на Казань, против хана Мухаммед-Амина, возглавлявшимся братом Василия III — Дмитрием, который закончился поражением московской рати. В том же году основал на границе с Литвой крепость Белую.
В 1507 году воевода Передового полка в Муроме для защиты от Казанских татар.
В 1508 году во время Литовского похода был вторым воеводой полка левой руки.
В 1509 году по «дорогобужским вестям» — один из воевод сторожевого полка в походе из Вязьмы к Дорогобужу, а по взятии Стародуба оставлен в городе воеводой Сторожевого полка. В этом же году воевода Передового полка в Казанском походе.
В 1511—1512 годах — третий воевода в полку правой руки во время Литовского похода.
В 1512 году во время татарского нашествия, первый воевода в Рязани, а в 1513 году, там же — третий воевода.
Летом 1513 года второй воевода войск правой руки во время большого похода Василия III на Смоленск, 11-го августа приказано в полку правой руки идти князю Михаилу Даниловичу Щенятеву и Федору Никитичу Бутурлину, но по прибытии Лобана Ряполовского он должен был заменить Бутурлина, а тот переводился в большом полку к князю Даниилу Щене.
В 1517 году — второй воевода в большом полку в Мещере, и на Толстике. В этом же году, вместе с князем Иваном Петровичем Шуйским, наместник в Пскове. Они сообщили Василию III о направлении в Москву Дитриха Шонберга, посла Прусского магистра Альбрехта Бранденбургского. В этом же году упоминается его подворье в Москве, где остановился имперский посол С. Герберштейн.
В 1518—1519 годах выполнял поручения, связанные с обменом посольствами с Альбрехтом и в частности должен был позаботиться об отправке с дьяком Некрасовым к магистру того толмача «который бы умел по-немецки и собою добренек», который ездил раньше с Загряжским, заведовал обеспечением и выдачей кормов людям магистра.
В 1519 году получил боярский чин.
В 1521 году послан первым воеводой из Воронича в Торопец.
В 1522 году участвовал в походе великого князя против крымских татар, стоял вторым воеводой на устье реки Осетра с передовым полком, под командованием князя Михаила Васильевича Шуйского Горбатого, с третьим воеводой князем Петром Фёдоровичем Охлябининым.
До ноября 1523 года по духовной грамоте князь Пётр Семёнович дал Троице-Сергиеву монастырю село Леднево в Юрьевском уезде.
По родословной росписи показан бездетным. В апреле 1535 года на помин его души дали вклад в Троице-Сергиев монастырь.